# 营山镇
营山镇，原为营山乡，位于四川省泸州市叙永县城南部，离城46公里，分布于叙赤公路两侧，东邻摩坭镇、麻城乡，南邻观兴乡，西邻枧槽乡，北邻后山镇、正东乡，全乡幅员面积79.6平方公里，最高海拔1610米，最低海拔1120米，平均海拔1320米，气候寒冷、雨水较多、湿度较高，年平均气温12℃，全年日照时数743-1243小时，无霜期200天左右，年平均降雨量900-1200mm。
2020年6月9日，撤销营山镇，将其所属行政区域划归摩尼镇管辖。

## 行政区划
营山镇撤销前下辖以下地区：
仙洞村、金沙村、隆场村、马湖村、营山村和太康村。